# Fête traditionnelle à Anvers
 (décembre 2019).
- Si vous ne connaissez pas le sujet, laissez ce bandeau (vous pouvez alors contacter les auteurs).
- Si vous supprimez le contenu mis en cause (vous pouvez préalablement contacter les auteurs),

argumentez précisément cette suppression dans la page de discussion
(un manque de référence n'est pas un argument ; une recherche réelle de référence doit avoir été effectuée, être formellement documentée).
 (janvier 2023).
Si vous disposez d'ouvrages ou d'articles de référence ou si vous connaissez des sites web de qualité traitant du thème abordé ici, merci de compléter l'article en donnant les références utiles à sa vérifiabilité et en les liant à la section « Notes et références ».
Fête traditionnelle à Anvers, aussi appelée Le Cortège à Anvers, est une huile sur toile d'Alexander Van Bredael réalisée en 1697, conservée au musée de l'Hospice Comtesse à Lille (France), dédié à l’ethnographie et au folklore de la région de Flandre.
L’œuvre illustre le passage de l’Ommegang, sur la grand place de la ville d’Anvers, celle-ci est reconnaissable grâce à l'hôtel de ville qui la borde. Celui-ci fut réalisé par Corneille Floris de Vriendt entre 1561 et 1564 dans le style maniériste.

## Histoire

### Les Ommegangs
(janvier 2023).
La forme ressemble trop à un extrait de cours et nécessite une réécriture afin de correspondre aux standards de Wikipédia.
Au XVIe siècle, les « tableaux vivants des ommegangs », spectacles mythico-folklorique, étaient fréquents. Il y avait spécifiquement quatre genres de représentations[réf. nécessaire].
Le folklore archaïque, spectacle non chrétien qui dérive de rituels païens beaucoup plus anciens qui ont été oubliés avec le temps, et dont on ne sait plus aujourd’hui la signification originelle. Ils fonctionnent comme folklore au sens de la définition actuelle du terme. Relève de ce genre la kalverdans qui est la danse autour du veau, c’est une christianisation de la moresca, la danse des épées ou des gourdins, le jeu des sauvages et enfin les chevaucheurs de bâtons terminés avec une tête de cheval.
Le folklore bourgeois moralisateur dont font partie les représentations de Barbe bleue, le keisnijder c’est-à-dire le charlatan opérant l’excision de la pierre de la folie sur un « patient » fou, les raybraeckers, les femmes grossières et les mennkens dragers, il s’agit surement d’une critique des sottises, comme l’illustre un tableau de Verbeeck[pas clair].
Il y a aussi les personnages folkloriques traditionnels en troisième lieu comme les géants par exemple.
Et pour finir en quatrième genre de représentation, il y a les animaux mythiques ou bien exotiques tels que les griffons ou les chameaux.

### Origines religieuses
A l’origine, cette procession est religieuse, en l’honneur de saints protecteurs et de Notre-Dame, c’est pourquoi elle était réalisée le 15 août, jour de l’assomption de Marie, ainsi que le jour de sa célébration. Il ne s’agit donc pas de la braderie comme on pourrait le penser.[non pertinent]
Les Ommegangs, qui sont des cortèges folkloriques étaient à l’origine surtout répandus aux Pays-Bas, puis petit à petit, ces représentations profanes vont prendre de l’ampleur jusqu’à arriver lors de cortèges religieux comme ici. Ils vont posséder progressivement de nombreux chars et ainsi comporter des grands cortèges. Le premier char arrive en 1398, alors qu'en 1500, il y en a vingt.
Anvers est une ville portuaire belge puissante à l’époque[réf. souhaitée]. Le centre de la toile représente un poisson, qui est une baleine d’après l’artiste[réf. nécessaire], portant le dieu des mers Neptune. Cela évoque la puissance maritime de la ville[évasif].
L’ommegang d’Anvers se déroulait en trois parties. En premier lieu, il y avait un cortège des différents corps de la ville tels que les corporations ou encore les communautés religieuses. Ensuite il y a une série d’illustrations de la Bible et la vie des saints qu’elle constitue, puis à la fin du cortège, arrive plusieurs chars qui sont avec des sujets profanes[style à revoir].

## Description
(janvier 2023).

Armes d'Anvers

À gauche de la baleine, se trouve le géant légendaire de la ville, Druon Antigone. Selon la légende, il pouvait arrêter les navires remontant l’Escaut pour rançonner et couper les mains droites des marins qui refusaient de le payer. C’est d’ailleurs pour cette raison que les armes d’Anvers représentent des mains coupées. Le géant mourut sous la main du Ier Duc de Brabant, Silvius Brabo[réf. souhaitée]. Sa représentation fut construite en 1534 par Pieter Coecke van Aelst[réf. souhaitée].
Derrière le géant nous[style à revoir] pouvons voir l’éléphant anversois, la baleine portant Neptune, le roi des océans et Pégase qui domine le char de musique. Il y a aussi à droite du tableau un immense navire, celui-ci nous montre la grandeur de la cité sur le plan maritime et du commerce. Derrière il y a le char d'Apollon, qui est un éloge allégorique du prince espagnol avec 7 figures féminines qui s’apparentent à des muses. Ce char illustre donc la monarchie espagnole. Il est précédé par un dromadaire couronné d’oriflammes. Plus loin nous pouvons remarquer un char en forme de dragon symbolisant l’enfer, il y en a aussi un autre avec le christ assis sur un arc-en-ciel, c’est une mise en scène de sa résurrection. Tout autour des tas de badauds assistent au spectacle.